# Hexapopha
Genre
Hexapopha est un genre d'araignées aranéomorphes de la famille des Oonopidae.

## Distribution
Les espèces de ce genre se rencontrent en Amérique du Sud et au Costa Rica.

## Liste des espèces
Selon World Spider Catalog (version 24.5, 08/09/2023) :
- Hexapopha baehrae Feitosa, Ott & Bonaldo, 2023
- Hexapopha brasiliana (Bristowe, 1938)
- Hexapopha brescoviti Feitosa, Ott & Bonaldo, 2023
- Hexapopha caboquinho Feitosa, Ott & Bonaldo, 2023
- Hexapopha corniculata Feitosa, Ott & Bonaldo, 2023
- Hexapopha delta Feitosa, Ott & Bonaldo, 2023
- Hexapopha depleta Feitosa, Ott & Bonaldo, 2023
- Hexapopha egua Feitosa, Ott & Bonaldo, 2023
- Hexapopha erebai Feitosa, Ott & Bonaldo, 2023
- Hexapopha excavata Feitosa, Ott & Bonaldo, 2023
- Hexapopha fannesi Feitosa, Ott & Bonaldo, 2023
- Hexapopha grismadoi Feitosa, Ott & Bonaldo, 2023
- Hexapopha gunma Feitosa, Ott & Bonaldo, 2023
- Hexapopha harveyi Feitosa, Ott & Bonaldo, 2023
- Hexapopha hone Platnick, Berniker & Víquez, 2014
- Hexapopha ilhoa Feitosa, Ott & Bonaldo, 2023
- Hexapopha itabaiana Feitosa, Ott & Bonaldo, 2023
- Hexapopha izquierdoi Feitosa, Ott & Bonaldo, 2023
- Hexapopha jimenez Platnick, Berniker & Víquez, 2014
- Hexapopha kropfi Feitosa, Ott & Bonaldo, 2023
- Hexapopha m-scripta (Birabén, 1954)
- Hexapopha manauara Feitosa, Ott & Bonaldo, 2023
- Hexapopha marajoara Feitosa, Ott & Bonaldo, 2023
- Hexapopha numerosa Feitosa, Ott & Bonaldo, 2023
- Hexapopha osa Platnick, Berniker & Víquez, 2014
- Hexapopha pantaneira Feitosa, Ott & Bonaldo, 2023
- Hexapopha peba Feitosa, Ott & Bonaldo, 2023
- Hexapopha periclitata Feitosa, Ott & Bonaldo, 2023
- Hexapopha pithecia Feitosa, Ott & Bonaldo, 2023
- Hexapopha platnicki Feitosa, Ott & Bonaldo, 2023
- Hexapopha quadraginta Feitosa, Ott & Bonaldo, 2023
- Hexapopha ramirezi Feitosa, Ott & Bonaldo, 2023
- Hexapopha reimoseri (Fage, 1938)
- Hexapopha rheimsae Feitosa, Ott & Bonaldo, 2023
- Hexapopha ruizi Feitosa, Ott & Bonaldo, 2023
- Hexapopha santosi Feitosa, Ott & Bonaldo, 2023
- Hexapopha sorkini Feitosa, Ott & Bonaldo, 2023
- Hexapopha tallitae Feitosa, Ott & Bonaldo, 2023
- Hexapopha ubicki Feitosa, Ott & Bonaldo, 2023
- Hexapopha una Feitosa, Ott & Bonaldo, 2023
- Hexapopha wangi Feitosa, Ott & Bonaldo, 2023

## Systématique et taxinomie
Ce genre a été décrit par Platnick, Berniker et Víquez en 2014 dans les Oonopidae. 

## Publication originale
- Platnick, Berniker & Víquez, 2014 : « A new goblin spider genus of the Zyngoonops group from Costa Rica, with notes on Coxapopha (Araneae, Oonopidae). » American Museum Novitates, no 3820, p. 1-20 (texte intégral).